# Rudi Mathematici
Rudi Mathematici è una e-zine dedicata alla divulgazione della matematica che viene pubblicata dal mese di febbraio del 1999. Di periodicità mensile, attualmente dichiara di diffondere circa 3000 copie.
La denominazione Rudi Mathematici è un gioco di parole che richiama l'opera Ludi mathematici di Leon Battista Alberti, e il soprannome di Rodolfo Clerico, fondatore della rivista.
Accanto al titolo è presente un simbolo, con un particolare del disegno di Maurits Cornelis Escher chiamato "Studio di divisione regolare del piano con rettili", e con la scritta latina "Hanc Marginis Exiguitas Non Caperet", citazione di Pierre de Fermat e del suo celebre "Ultimo teorema".

## Autori
Gli autori della e-zine sono Rodolfo Clerico, Piero Fabbri e Francesca Ortenzio. 
I tre autori sono anche responsabili sia della rubrica Rudi Matematici di Le Scienze, sia della sua versione elettronica
Fino alla pubblicazione del loro primo libro, e per i primi mesi della loro rubrica su Le Scienze, gli autori erano solamente noti con i loro soprannomi, che sono tuttora gli unici ad essere usati nella e-zine. Tali soprannomi si richiamano più o meno umoristicamente ai nomi di grandi matematici e informatici del passato. Quello di Rodolfo Clerico è Rudy d'Alembert; quello di Piero Fabbri è Piotr Rezierovic Silverbrahms, quello di Francesca Ortenzio è Alice Riddle.

## Struttura della rivista
Attualmente la rivista è suddivisa nelle seguenti sezioni:
- Il compleanno. A partire dal numero 48, il pezzo di apertura della rivista è dedicato a un matematico, alla sua biografia, alle sue principali scoperte in campo matematico, ma con lunghe digressioni su argomenti diversi, che precedono sempre la presentazione del personaggio. Il numero 164, settembre 2012, per esempio, è stato dedicato al matematico e saggio arabo Al-Biruni.
- I quesiti. Presenti fin dal primo numero della rivista, i quesiti matematici sono il cuore della rivista. Di solito ne vengono presentati due ai lettori (anche se a volte il numero è diverso), i quali sono invitati a rispondere e a spedire le loro soluzioni alla rivista.
- Le soluzioni. In questa sezione vengono presentate e commentate le soluzioni inviate dai lettori ai quesiti dei mesi precedenti.
- Zugzwang! Si tratta della presentazione di un gioco astratto, seguito spesso dalla sua analisi. Questa sezione non è presente in tutti i numeri della rivista, ma solo nei numeri multipli di 4 (a parte alcune eccezioni).
- Era una notte buia e tempestosa. Presente a partire dal numero 111, ma non a cadenza mensile, è una rubrica che recensisce libri di argomento matematico, o più in generale scientifico.
- Paraphernalia Mathematica. È l'ultima sezione, che presenta un particolare argomento matematico, analizzandone in profondità definizioni e teoremi. È presente nella rivista a partire dal numero 14.

## Libri degli autori
- Rodolfo Clerico e Piero Fabbri, Rudi simmetrie, CS libri, ISBN 88-95-52602-3
- Rodolfo Clerico, Piero Fabbri e Francesca Ortenzio, Rudi ludi, CS libri, ISBN 88-95-52612-0
- Rudi Mathematici, Di 28 ce n'è 1, 40KMate BookRepublic (e-book)
- Rudi Mathematici, Storie che contano, Codice Edizioni, 2017, ISBN 978-88-7578-672-4

## Premi
- Premio Peano 2007 giovane autore[3], della Mathesis di Torino, a Rodolfo Clerico e Piero Fabbri per il libro Rudi simmetrie, Ed. Cs libri.